# آرثر براون (سياسي)
آرثر براون (بالإنجليزية: Arthur Browne)‏ هو سياسي أمريكي، ولد في 1756، وتوفي في 8 يونيو 1805. انتخب عضو مجلس النواب في برلمان أيرلندا.